# Pseudhemithea
Pseudhemithea là một chi bướm đêm thuộc họ Geometridae.